# John Lesley
John Lesley, o Leslie (Kingussie, 1527 – Bruxelles, 1596), è stato un vescovo cattolico scozzese.
Nel 1561 riportò in Inghilterra Maria Stuarda, che propose poi come sposa di Thomas Howard, IV duca di Norfolk nel 1572. Già vescovo di Ross dal 1565, il tentativo di rafforzamento del regno scozzese di Maria Stuarda gli valse la reclusione nella torre di Londra fino al 1573. Fu uno dei tre vescovi scozzesi a rimanere sempre fedele al papa nonostante la Riforma.
Negli ultimi anni fu vescovo di Coutances.